# I-D JAPAN
『i-D JAPAN』（アイディー・ジャパン）は1991年に株式会社UPUから創刊されたカルチャー雑誌。2019年現在、世界文化社より年2回の発行となっている。
イギリスで発行されている『i-D MAGAZINE』の日本版。
創刊編集発行人は『エスクァイア日本版』同様、吉澤潔。キャッチは「FOR THE POLITICIANS OF THE FUTURE」。創刊号では表紙に小泉今日子を起用。巻頭から小泉、レニー・クラヴィッツ、ビートたけし、辰吉丈一郎と尖ったインタビューを並べ注目を集めた。